# Waguinho Dias
Wagner Santos de Souza Dias mais conhecido como Waguinho Dias (Sumaré, 23 de julho de 1963), é um treinador brasileiro. Atualmente comanda o Marcílio Dias.

## Carreira

### Atlético Tubarão
No ano de 2017, o técnico assume o Atlético Tubarão para a disputa da Copa Santa Catarina de 2017, onde se consagra campeão vencendo a equipe do Brusque.

### Marcílio Dias
Assumiu o clube em 2018 na Série B do Campeonato Catarinense conseguindo no mesmo ano o acesso para a divisão superior. No ano de 2019, o técnico Waguinho Dias levou o Marcílio Dias a 5ª colocação do Campeonato Catarinense da Série A, colocando o clube na Série D de 2020 do Campeonato Brasileiro.

### Brusque
Após o fim do Campeonato Catarinense de 2019, Waguinho troca de clube e assina com o Brusque para o Campeonato Brasileiro da Série D. Tendo uma campanha memorável, o clube consegue o acesso para a Série C de 2020 e o título do Campeonato Brasileiro da Série D de 2019..
Em setembro de 2021, Waguinho voltou a treinar o clube com o objetivo de reagir na série B do campeonato nacional, conseguindo ao final ficar na 13º colocação garantindo assim mais um ano na segunda divisão.
O ano de 2022 começou especial para a clube, a torcida e para o técnico. Após uma primeira fase espetacular e de passar pelas quartas e semifinal, o clube se viu novamente em uma final. Em dois jogos muito complicados contra o Camboriú com resultados iguais em ambas as partidas o Brusque por ter ficado melhor na primeira fase, se consagra campeão do Campeonato Catarinense depois de 30 anos de espera. Após um início de série B irregular, o Brusque decide por demitir Waguinho Dias do comando do clube.

## Títulos
Atlético Tubarão
- Copa Santa Catarina: 2017

Brusque
- Campeonato Brasileiro Série D: 2019
- Campeonato Catarinense: 2022

Marcílio Dias
- Copa Santa Catarina: 2023

Confiança
- Campeonato Sergipano: 2025[11]

## Prêmios individuais
- Seleção do Campeonato Catarinense: 2022